# Batocera aeneonigra
Batocera aeneonigra es una especie de escarabajo longicornio del género Batocera,  subfamilia Lamiinae. Fue descrita científicamente por Thomson en 1859.
Se distribuye por Papúa Nueva Guinea, Indonesia y Timor Oriental. Mide 42-72 milímetros de longitud.